# 埃姆登号小巡洋舰 (1908年)
埃姆登号小巡洋舰（德語：SMS Emden）。是第一次世界大战中德意志帝国海军的一艘小巡洋舰。埃姆登号于1914年下半年在印度洋上袭击协约国舰船，在被澳大利亚皇家海军悉尼号轻巡洋舰击成重伤而搁浅前，共击沉和捕获30艘协约国商船和战舰。

## 早期服役经历
埃姆登号在1908年5月26日下水，并于1909年7月10日加入德意志帝国海军服役。以赞助该舰建造的埃姆斯河河口城市埃姆登命名，装备10门4.1英寸（105毫米）口径主炮，是德国最后一艘使用往复式蒸汽机的巡洋舰，埃姆登号的姊妹舰德累斯顿号小巡洋舰和之后建造的巡洋舰都使用蒸汽轮机。如同当时大多数舰船，埃姆登号的12台锅炉使用煤炭作为燃料。
1910年4月1日，埃姆登号正式加入德国东亚舰队，被派往位于当时德属胶澳的青岛。埃姆登号于1910年4月12日离开基尔港，穿过基尔运河，进入公海。在青岛，埃姆登号因其优美的线型得到了“东方天鹅”的美名。
1911年1月埃姆登号参加她的第一次作战行动，镇压加罗林群岛波纳佩岛上的土著叛乱。她同纽伦堡号小巡洋舰一起使用主炮轰击叛军的防御工事，并派武装水手登陆占领了叛军的据点。
1913年5月，埃姆登号迎来了它的最后一任舰长卡尔·冯·米勒少校。他出生于1873年6月16日，在指挥埃姆登号期间因其骑士精神和荣誉感为他赢得了敌友双方的尊敬。因受疟疾的反复折磨，穆勒舰长最后于1923年去世。
穆勒舰长上任几个月后，埃姆登号被派往长江镇压中国癸丑之役（国民党称其为“二次革命”）期间的一次国民党叛乱。1913年8月，她连同长江上的几艘英国和日本战舰一起炮击一座叛军要塞，并在8月13日使其屈服。

## 第一次世界大战

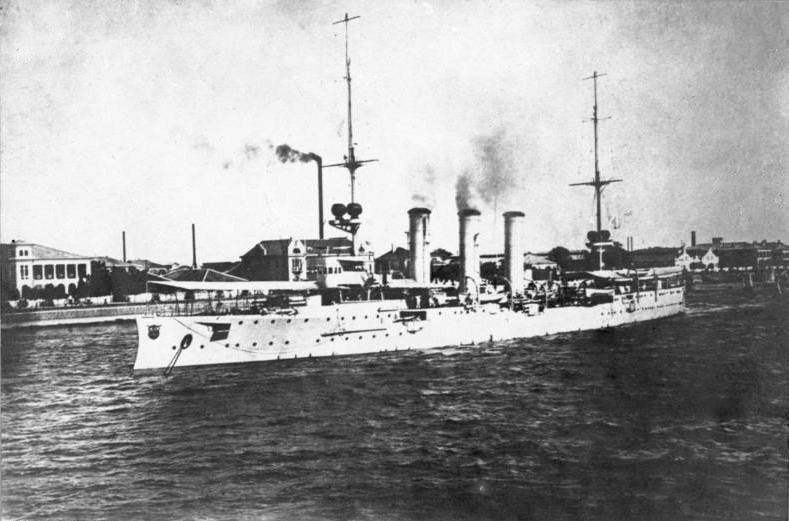
埃姆登号, 1914年

穆勒舰长熟知日俄战争中日本舰队是如何围困并摧毁旅顺口的俄国舰队。因此，当消息从欧洲来，战争迫在眉睫，穆勒舰长决心不让历史在他身上重演。作为唯一未参加南太平洋殖民地例行巡航任务的主力舰只，埃姆登号在1914年7月31日离开青岛，当8月2日战争爆发的消息传来时，埃姆登号正在海上。8月4日，埃姆登号捕获了她的第一个猎物，俄国商船Ryaezan号，德军水手登上该船，并将其押回青岛。Ryaezan号被安上武装，成为辅助巡洋舰Cormoran号，1917年Cormoran号为避免被美军捕获而被凿沉在关岛。
德属胶澳被交战方所包围，英法日俄海军在附近都拥有基地和战舰。德国人在青岛建设的深水港、现代化的造船厂和港口设施也为协约国所觊觎。穆勒舰长深知这里不可能坚持太久，因此埃姆登号再次离开青岛，前去同马克西米利安·冯·施佩中將指挥的德国东亚舰队汇合。
1914年8月8日，埃姆登号在北马里亚纳群岛的帕甘岛同施佩中將的舰队汇合。虽然施佩中將希望舰队保持统一并设法返回德国，但他仍同意了米勒舰长派出一艘小巡洋舰前往印度洋对英国航运实施破壞的建议。8月14日，埃姆登号携运煤船Markomannia号离开了舰队主力。
埃姆登号首先前往德属帕劳群岛，遇上炮艇Geier号并得知最新的战争消息。当埃姆登号在荷属东印度群岛帝汶附近加煤时，被5300吨的荷兰海军马尔滕·哈珀特松·特龙普号海防舰拦截。因米勒舰长的军衔低于对方且在荷兰殖民地海域，米勒舰长登上特龙普号，被礼貌地告知荷兰的中立立场并受到茶点的招待。完成加煤后，埃姆登号离开了现场，但截获了一份荷兰电报，报告一艘破坏荷兰中立的四烟囱英国战舰通过。为迷惑混淆对方，埃姆登号制作了假的第四根烟囱伪装成英国雅茅斯号轻巡洋舰。1914年8月28日，埃姆登号成功穿越巴厘岛和龙目岛之间的龙目海峡进入印度洋，她的运煤船跟随在她几英里之后。

## 印度洋上的破袭

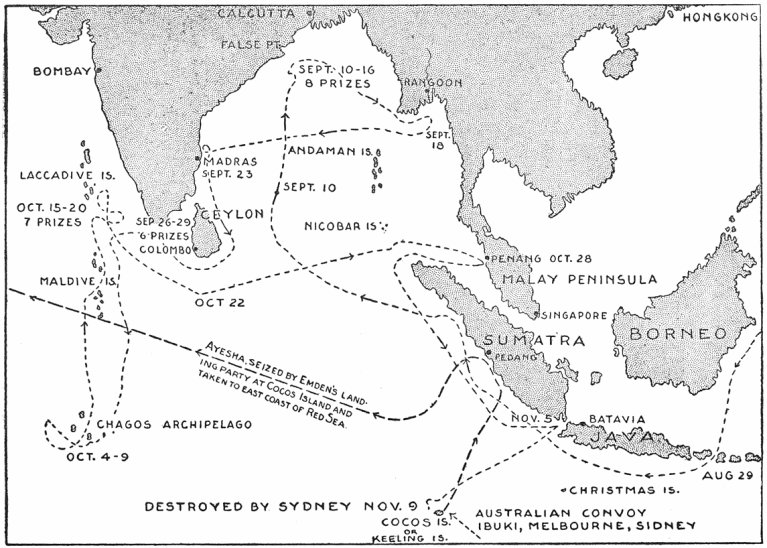
埃姆登号的航迹

1914年的印度洋海上交通线和周边的港口都为英国所统治，因此当时的印度洋也经常被称为“英国湖”。9月10日，埃姆登号开始对没有护航的英国和协约国商船进行袭击。在1914年9月间，埃姆登号共捕获7艘商船，除两艘意大利和挪威的中立国商船外（均立即释放），都是英国商船。大多数被捕获的英国商船都立即被埃姆登号105毫米的主炮或在船底安置的炸药给击沉。穆勒舰长很绅士的对待了每一位被俘的船长，并保证所有被俘的英国船员受到善待。
英国海军部直到9月14日才注意到埃姆登号的存在，并立即中止了科伦坡到新加坡之间航线。这在印度洋上的英国和协约国的航运公司间造成恐慌。商船的保险费率暴涨，船只不敢离港。对英国和协约国来说，尴尬的是一艘德国巡洋舰竟然瘫痪了整个印度洋的航运。
几艘英国澳洲和远东舰队的舰只连同一些法国、俄国和日本的巡洋舰被派往追捕埃姆登号，但均被埃姆登号避开。一些英国船长见埃姆登号接近，会将她误认为雅茅斯号并向她致敬。而埃姆登号会进行警告性炮击，升起德国海军军旗，并发出“立即停船，不要发电报”的信号。

## 马德拉斯到槟榔屿
1914年9月22日晚，埃姆登号悄悄接近印度半岛东南部的城市马德拉斯。21点30分，埃姆登号在3000码距离上开火攻击港口内Burmah石油公司的大型储油罐。头30轮炮击就引起了大火。最大的伤亡发生在港内的一艘商船上，26名船员受伤，5人当场或之后因伤重而死亡。炮击持续了半个小时，直到22点，海岸炮台才开始进行还击。不过，埃姆登号在发射了125发炮弹后毫发无损地离开了当地。虽然这次行动没有造成大的损伤，但沉重地打击了英国的士气，并导致数千人逃离马德拉斯。
埃姆登号接着向南驶往锡兰东海岸。埃姆登号接近了科伦坡，但因看到港内探照灯和海岸炮群的防守而未进行攻击。据说这些岸炮其实是由三棵树伪装而成的。尽管如此，还是造成了英国人的恐慌。
1914年9月25到29日间，埃姆登号驶往拉克代夫群岛的米尼科伊岛，在那又击沉了6艘协约国商船。与此同时，英国皇家海军汉普郡号装甲巡洋舰和日本海军筑摩号防护巡洋舰受命前往拉克代夫海搜寻埃姆登号。但当他们赶到时，他们狡猾的猎物已经溜走，前往马尔代夫了。
受旧海图的误导，米勒舰长将下一步的目标放在查戈斯群岛。但当他在10月5日抵达迪戈加西亚岛时，发现当地居民仍然不知道战争已经爆发的消息。他维修了船上的摩托艇，并花了10天时间清理龙骨和大修机械。
米勒舰长从截获的无线电讯号得知锡兰东部的航运已经恢复到正常水準，而两艘搜索他们的敌巡洋舰只得到一艘辅助巡洋舰亚洲皇后号的增援。他再次返回拉克代夫海上进行破袭，并击沉10艘商船。虽然航运再次中止，且加强了对她的搜索，埃姆登号仍然在10月21日早上，在马尔代夫避开了汉普郡号和亚洲皇后号的追踪，驶往尼科巴群岛，并在那进行了加煤。

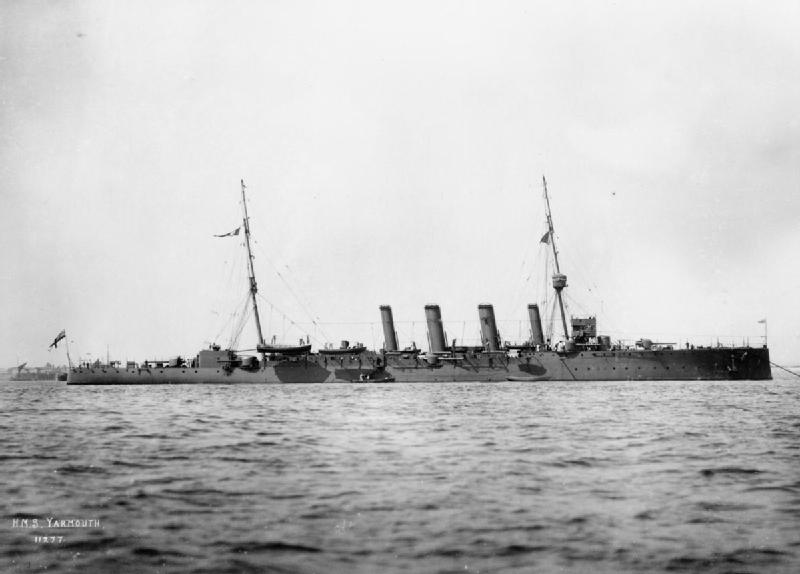
皇家海军Yarmouth号

协约国在这时决定认真研究对策。皇家海军雅茅斯号和俄国阿斯科尔德号防护巡洋舰由护航任务转为搜索埃姆登号。日本海军也派出常磐号和八雲号巡洋舰前往孟加拉湾东岸增援那里的筑摩号和俄国珍珠号防护巡洋舰。
埃姆登号离开尼科巴群岛后，向东南方驶去，米勒舰长把目光放在英属马来亚的槟城。10月28日早晨，埃姆登号靠假烟囱伪装成英国巡洋舰，全速驶入港内。在这场槟城战役中，埃姆登号在港内升起德国军旗，并向停泊在港内的俄国珍珠号（对马海战的幸存者）发射了鱼雷，紧接着的主炮齐射将俄舰打得千疮百孔。埃姆登号转身离开时发射了第二枚鱼雷，引起了大爆炸而使俄舰沉没。珍珠号的舰长在攻击发生时并不在舰上，事后被降职并遭监禁。

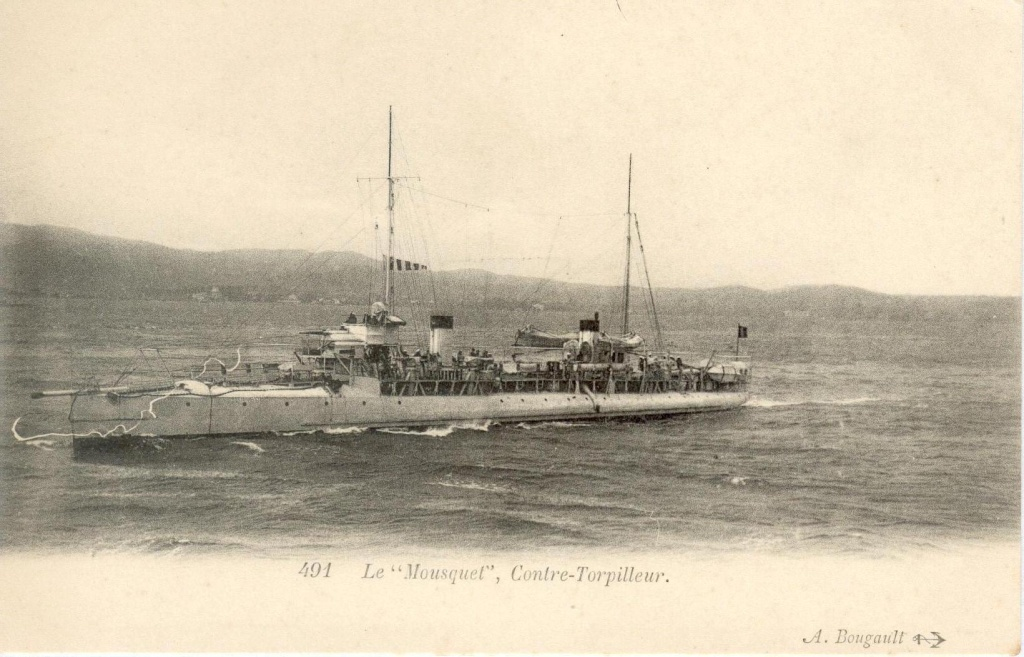
法国驱逐舰Mousquet号

埃姆登号达成目标后，转身离开港口。一艘法国驱逐舰Mousquet号误将她认作英国巡洋舰而尾随她。一到外海，埃姆登号就突然向法舰开火，并很快将其击沉。36名法国水兵被埃姆登号救起，其中3人后因伤重身亡。2天后，埃姆登号截停了英国商船Newburn号，并将剩余法国水兵移交给她带回苏门答腊的沙璜。

## 结局

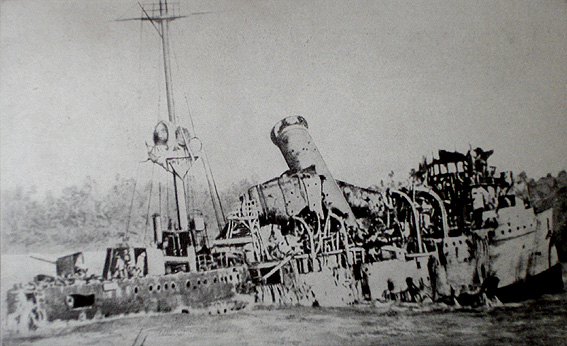
埃姆登号的残骸

米勒舰长率舰穿越巽他海峡驶往可可斯群岛，他的目标是摧毁在迪雷克申岛东方电报公司无线电设施，以瘫痪协约国在印度洋上的通讯。他计划事后前往索克特拉岛以截断孟买到亚丁的航线。但这并没有实现。
当时，至少60艘协约国战舰在印度洋上搜索埃姆登号。埃姆登号在1914年11月9日抵达迪雷克申岛。米勒决定派出一支由穆克中尉带领的登陆队上岸破坏通讯塔和设备。50名带有步枪和机枪的水兵被派往岸上。当地居民察觉到埃姆登号船员的行动，但并未抵抗。登陆队甚至同意不让通讯塔倒向岛上的网球场。
不走运的是，东方电报公司的主管注意到了埃姆登号的第四根假烟囱，并发出了告警电“奇怪的战舰正在入港”。6点30分，一支驶往科伦坡的澳大利亚护航舰队派出了装备8门6英寸主炮的澳大利亚悉尼号轻巡洋舰。当时她在迪雷克申岛北面55英里（89公里）处，大约3小时后就赶到了当地。
当看到澳舰接近，米勒舰长别无选择，只得起锚迎战悉尼号。悉尼号比起埃姆登号火力更强、速度更快、射程也更远，但战斗仍持续将近一个半小时。一开始，埃姆登号还击毁了悉尼号的一门主炮和测距仪。但埃姆登号自己受了重伤，被悉尼号击中100次以上。米勒舰长为避免军舰沉没，在11点15分将埃姆登号抢滩搁浅在North Keeling岛的海岸。
此时，悉尼号离开去追踪埃姆登号随行的运煤船。16点30分返回时，悉尼号的舰长约翰·格洛索普看到埃姆登号仍升着战旗，表明要继续抵抗。悉尼号发出了要对方投降的信号，但没有答复。悉尼号再次开火并对埃姆登号造成了更大的损伤。131名德国水兵阵亡，65人受伤。米勒舰长和剩余的船员被俘虏，但军官被允许保留象征荣誉的佩剑。悉尼号随后驶向迪雷克申岛以确认无线电站的情况。但因天色已晚，格洛索普舰长只得等到第二天早上再上岸。
在此期间，穆克中尉在岛上升起德国国旗，宣布该岛为德国所有，并在海岸挖掘战壕，布置机枪，建立防线。看到埃姆登号和悉尼号的战斗后，他征用了一艘老式的三桅帆船Ayesha号，并下令准备出航。虽然这艘船又老又破，但穆克他们将她很好的修复了。在日落前，所有德国登陆部队连同他们的装备都登船并出发，在没有任何海图的情况下，成功通过遍布暗礁的浅水海域抵达了苏门答腊的巴东。

## 后记

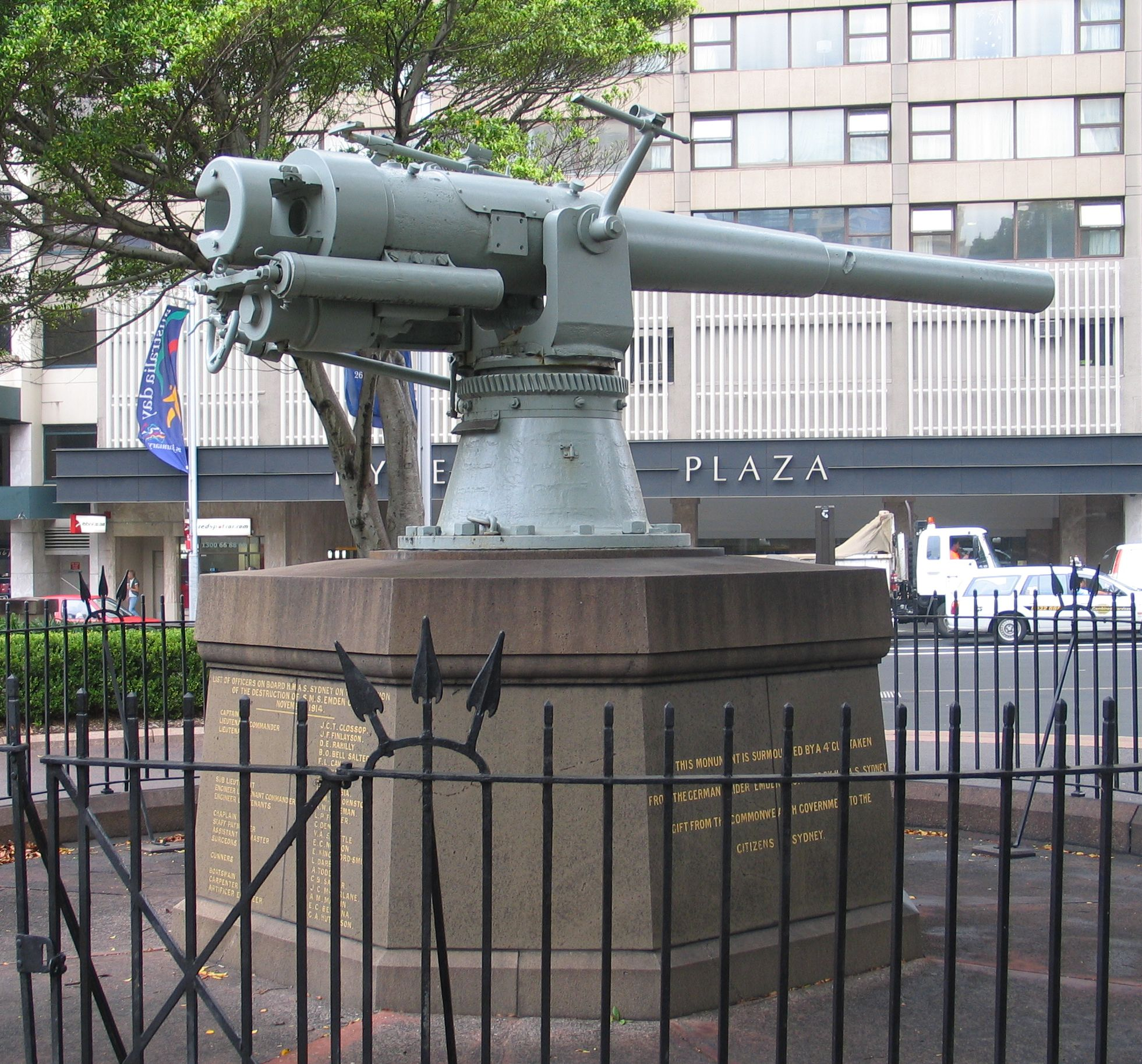
埃姆登号上的105毫米主炮, 悉尼海德公园,2007年

米勒舰长被德皇威廉二世授予了一级铁十字勋章。而实际上，埃姆登号上所有的军官都被授予了一级铁十字勋章，50名船员被授予了二级铁十字勋章。米勒舰长后来被转移往英格兰，而他的部下则被囚禁在马耳他直到战争结束。1918年10月，米勒舰长在交换战俘中被释放。回到德国后，米勒舰长被授予功勋勋章，并得到晋升，但之后因身体健康欠佳而从德国海军退役。作为荣誉的象征，德国政府允许所有幸存船员在他们的名字后加上“埃姆登”的后缀。
穆克中尉和登陆队员到达了苏门答腊的巴东，1914年12月13日，他们在那儿与一艘德国商船会合。随后登陆队前往奥斯曼帝国南葉门省的荷台达，从那儿开始了艰难的陆上旅程，一路上不断受到袭击，包括被阿拉伯的劳伦斯指挥的军队包围。最终，他们在1915年5月5日抵达君士坦丁堡，并从那儿经陆路返回德国。
1917年，1门埃姆登号上的105毫米炮被安置在澳大利亚悉尼市的海德公园里，另一门在堪培拉的澳大利亚战争纪念馆展出。马德拉斯市的博物馆内有一发埃姆登号的炮弹。而埃姆登号的残骸在1950年被一家日本公司打捞上来作废铁处理，但仍有部分残骸未被打捞上来。
在1914年埃姆登号被击毁之后，又有4艘德国军舰以埃姆登号命名。因为这艘埃姆登号巡洋舰本身被德皇威廉二世授予了铁十字勋章，后来的4艘埃姆登号都在船身上安有这巨大的金属勋章。

## 相关阅读
- Frame, Tom. (2004). No Pleasure Cruise: The Story of the Royal Australian Navy. Sydney: Allen & Unwin ISBN 1-74114-233-4; ISBN 978-1-74114-233-4 (paper)
- Hoehling, A.A. LONELY COMMAND A DOCUMENTARY Thomas Yoseloff, Inc., 1957.
- Hoyt, Edwin P. The Last Cruise of the Emden: The Amazing True World War I Story of a German-Light Cruiser and Her Courageous Crew. The Lyons Press, 2001. ISBN 1-58574-382-8.
- Hohenzollern, Franz Joseph, Prince of, EMDEN: MY EXPERIENCES IN S.M.S. EMDEN. New York: G. Howard Watt, 1928.
- Lochner, R. K. Last Gentleman-Of-War: Raider Exploits of the Cruiser Emden Annapolis: Naval Institute Press, 1988. ISBN 0-87021-015-7.
- McClement, Fred. Guns in paradise. Paper Jacks, 1979. ISBN 0-7701-0116-X.
- Mücke, Hellmuth von. The Emden-Ayesha Adventure: German Raiders in the South Seas and Beyond, 1914. Annapolis: Naval Institute Press, 2000. ISBN 1-55750-873-9.
- Schmalenbach, Paul German raiders: A history of auxiliary cruisers of the German Navy, 1895-1945. Annapolis: Naval Institute Press, 1979. ISBN 0-87021-824-7.
- Van der Vat, Dan. Gentlemen of War, The Amazing Story of Captain Karl von Müller and the SMS Emden. New York: William Morrow and Company, Inc. 1984. ISBN 0-688-03115-3
- Walter, John The Kaiser's Pirates: German Surface Raiders in World War One. Annapolis: Naval Institute Press, 1994. ISBN 1-55750-456-3.
- Divakar "SMS எம்டன் 22-09-1914" Published by Palaniappa Brothers, Madras 600014, India. A Tamil novel written in the background of SMS Emden's bombing of Madras Harbour in 1914. எம்டன் is Tamil word for Emden